# Nexta
Nexta（白俄羅斯語發音：[nʲexta] Nyekh-ta，中文音譯涅赫塔）是一家白俄罗斯媒体，主要通过电报和YouTube频道进行传播。该YouTube频道由當時僅17歲的学生斯齊亞潘·普齊拉创建。在其创始人流亡后，该频道的总部位于波兰华沙。